# لوران سسيارا
لوران سسيارا (بالفرنسية: Laurent Sciarra)‏ مواليد 8 أغسطس 1973 في نيس، هو لاعب كرة سلة فرنسي سابق. بدأ مسيرته الاحترافية في سنة 1991. يبلغ طوله 6 قدم 5 بوصة (2.0 م). مثّل منتخب بلاده. شارك في دورة الألعاب الأولمبية الصيفية سنة 2000. اعتزل اللعب في 2011.

## المسيرة الاحترافية
لعب مع نادي ولبة لكرة السلة في سنة 1997، ثم لعب مع تريفيزو لكرة السلة في الدوري الإيطالي في موسم 1997–1998، ثم لعب مع أسفيل باسكت في الدوري الفرنسي في موسم 2000–2001، ثم لعب مع نادي بانيونيس لكرة السلة في موسم 2001–2002، ثم لعب مع بي سي إم جرافيلين في الدوري الفرنسي في موسم 2004–2005، ثم لعب مع جاي دي أيه ديجون من سنة 2005 إلى 2008.

## الميداليات
| الميدالية | المسابقة                       |
| --------- | ------------------------------ |
| فضية      | الألعاب الأولمبية الصيفية 2000 |

## روابط خارجية
- لوران سسيارا على موقع الاتحاد الدولي لكرة السلة (الإنجليزية)
- لوران سسيارا على موقع الدوري الإسباني لكرة السلة (الإسبانية)
- لوران سسيارا على موقع كرة السلة الأوروبية.كوم (الإنجليزية)
- لوران سسيارا على موقع ريلجم (الإنجليزية)
- لوران سسيارا على موقع بروبوليرز (الإنجليزية)
- لوران سسيارا على موقع سبورتس رفرنس (الإنجليزية)
- لوران سسيارا على موقع اللجنة الأولمبية الدولية (الإنجليزية)
- لوران سسيارا على موقع أوليمبيديا (الإنجليزية)